# Tetrastichus kodaikanalensis
Tetrastichus kodaikanalensis is een vliesvleugelig insect uit de familie Eulophidae. De wetenschappelijke naam is voor het eerst geldig gepubliceerd in 1975 door Saraswat.